# Taphrinomycotina
Die Taphrinomycotina sind eine der drei Gruppen der Schlauchpilze (Ascomycota) und stehen im Rang einer Unterabteilung. Etliche Vertreter leben parasitisch.

## Merkmale
Diese Pilze wachsen als Einzeller oder bilden Myzele. Dabei gibt es Gruppen (etwa Pneumocystis), die nur hefe-artig wachsen, und dimorphe Gruppen, die sowohl hefe-artig wie auch fädig wachsen (Taphrina). Die Asci werden von zweikernigen Zellen gebildet. Sie bilden kein Ascokarp aus.
Die Unterabteilung wird nur durch gemeinsame genetische Merkmale zusammengehalten.

## Systematik
Die Taphrinomycotina sind eine natürliche Verwandtschaftsgruppe (monophyletisch). Sie sind die basale Gruppe der Schlauchpilze.
Ein Kladogramm sieht folgendermaßen aus:
|  | \| \| Pezizomycotina \| \| \| \| \| \| Saccharomycotina \| \| \| \| |
|  |                                                                     |
|  | Taphrinomycotina                                                    |
|  |                                                                     |
|  | Pezizomycotina                                                      |
|  |                                                                     |
|  | Saccharomycotina                                                    |
|  |                                                                     |

|  | Pezizomycotina   |
|  |                  |
|  | Saccharomycotina |
|  |                  |

Ein Synonym für die Taphrinomycotina ist Archaeascomycetes.
Zur Gruppe werden folgende Gruppen gezählt:
- Klasse Taphrinomycetes
  - Ordnung Taphrinales: Pflanzenparasiten
- Klasse Neolectomycetes
  - Ordnung Schlauchkeulenartige (Neolectales) mit einziger Gattung Neolecta: Saprobionten in Wäldern.
- Klasse Pneumocystidomycetes
  - Ordnung Pneumocystidales mit einziger Gattung Pneumocystis: Parasit in Säugerlungen
- Klasse Schizosaccharomycetes
  - Ordnung Schizosaccharomycetales: Saprobiont in zuckerhaltigen Pflanzenexsudaten
- Klasse Archaeorhizomycetes: 2011 neu beschrieben[4]
- Klasse Novakomycetes: 2021 neu beschrieben[5]